# Kamienica przy ulicy Krupniczej 3 we Wrocławiu
Kamienica przy ulicy Krupniczej 3 – zabytkowa kamienica we Wrocławiu, przy ulicy krupniczej.

## Historia kamienicy
Kamienica została wzniesiona w kwartale rozciągającym się pomiędzy ulicami Pawła Włodkowica, Krupniczą i św. Antoniego. Kwartał, od XVII wieku zajmował zespół budynków funkcjonalnie służący ludności żydowskiej, głównie przyjezdnym kupcom. Znajdowały się tu dwukondygnacyjne szachulcowe domy z zajazdami, wozowniami i stajniami na parterze oraz składnice towarów i bożnice. Na piętrach znajdowały się małe pomieszczenia mieszkalne, w których mieszkali szamesi będący oficjalnymi przedstawicielami kupców żydowskich. W nocy z 20 na 21 czerwca 1749 doszło do katastrofy - piorun uderzył w basztę stojącą w pobliżu, przy dzisiejszej ul. Włodkowica. W jej wnętrzu znajdowało się dwa tysiące beczek prochu, które eksplodowały, znosząc z powierzchni ziemi okoliczną zabudowę, w tym drewniane domy przy Graupenstraße (dzisiejszej Krupniczej). Po tej katastrofie na miejscu zniszczonych wybudowano nowe domy. W latach 1840–1860 kamienice w zachodniej pierzei ulicy zostały poddane przebudowie w związku z modernizacją okolicy: nową zabudową pl. Wolności, otwarciem dworca Świebodzkiego, Królewskiego Sądu, oraz Nowej Giełdy. Powstałe wówczas obszerne, najczęściej dwutraktowe kamienice, reprezentują wczesną fazę historyzmu od form klasycystycznych poprzez neorenesans do neogotyckich.
Kamienica na działce nr 3 została wzniesiona w 1842 roku według projektu Preusslera. W 1862-1865 roku wyremontowano i częściowo przebudowani część parterową.  W 1897 kamienica została kompleksowo przebudowana według projektu Louisa Ehrlicha z Wrocławia. Na parterze i I pietrze zmieniono układ wnętrz, powiększono witryny sklepowe. W 1905 roku przeprowadzono remont w części parterowej, dzieląc południowy sklep na trzy mniejsze. Na I i II piątrze zainstalowano wówczas łazienki. W 1921 roku, na I piętrze stworzono dużą sale na potrzeby mającego tu swoją siedzibę żydowska organizacja Gesellschaft der Freunde - Towarzystwo Przyjaciół, organizacja powstała w Berlinie w 1792 roku mająca na celu pomoc żydowskiej społeczności w  przypadkach ubóstwa, bezrobocia, chorób i śmierci.

## Opis architektoniczny
Obecnie kamienica jest budynkiem czterokondygnacyjnym, trzytraktowym, podpiwniczonym, z użytkowym poddaszem, pokrytym dachem kalenicowym. Pierwotnie cała elewacja utrzymana była w stylu neorenesansowym, na całej powierzchni była boniowana a wszystkie otwory okienne były odcinkowo wysklepione. Zmieniło się to po remoncie w 1897 roku, gdy kamienicy nadano cechy klasycystyczne. Szeroka, 10 -osiowa elewacja podzielona jest horyzontalnie gzymsami międzykondygnacyjnymi, z otworami okiennymi wspartymi na tychże gzymsach i z sienią przelotową w osi budynku. Okna mają wąskie opaski profilowane (I piętro) lub proste otoczone półwałkiem. Nad oknami trzeciej i czwartej kondygnacji znajdują się łukowate obdasznice. Dostęp do wyższych kondygnacji jest z sieni przelotowej. W 1979 roku komunikację zapewniały schody drewniane policzkowe oparte na belkach, dwubiegowe ze spocznikami. Przednia część parteru zajmowały pomieszczenia sklepowe a w tylnej znajdowały się warsztaty rzemieślnicze.

## Po 1945
Kamienica przetrwała działania wojenne w 1945 roku. W 1958 roku wyremontowano część parterową. W latach 2007–2009 przeprowadzono gruntowny remont pierzei zachodniej.